# Ilex mitis
Ilex mitis (наричан „африкански джел“, „кейпски джел“, на зулу: umDuma) е високо вечнозелено дърво, което расте в южните части на Африка.

## Местообитание
Ilex mitis е единственият от около 600 вида в род Ilex, който расте естествено във всички провинции на Република Южна Африка, на север до Зимбабве и Малави. Обичайно вирее по бреговете на реки и влажни зони в Афромонтан. Видът е издръжлив на мраз и студен климат.

## Описание
Ако не се подрязва, Ilex mitis може да израсте до височина между 10 и 25 метра, със скорост до метър в година при отлични условия. Стволът му е прав, на цвят бледо сивокафяв, на петънца. Младите издънки на листа и клонки са на цвят червени или морави. През пролетта дървото цъфти с бели ароматични цветове. Плодовете на дървото узряват през есента на гроздове, яркочервени на цвят и привличащи голямо разнообразие от птици. Растението е двудомно, с различни мъжки и женски индивиди.
Няма известни заболявания или вредители по вида, но е предпочитан в диетата на слоновете.
- Кората на дървото
- Цветовете
- Плодовете